# 雍澄軒
雍澄軒（英語：Apex Horizon All-Suite Hotel），位於香港新界葵涌和宜合道33號，是香港一間酒店及服務式住宅，與海灣軒、海韻軒及海澄軒同樣是長江實業旗下物業。亦是四間「家庭式酒店」之一。酒店房間設計成兩房兩廳，介乎於660方呎至716方呎之間。
在2013年2月，長江實業計劃於短期內分拆雍澄軒酒店全部360個房間出售，房間售價最少339.4萬元。集團先推出首批65個兩房至三房單位，平均呎價5236元。房間售價最少339.4萬元，可套現約2.46億元。而每呎管理費為2.9元。當買家購入酒店房間後，長江實業可以代為出租及收租。但是買家若要自用也要先繳交租金，待集團於日後退回。這個計劃實際上規限了物業的用途。後在同年5月13日，長江實業與證監會達成協議，取消所有雍澄軒酒店房間的交易。

## 屋苑設施
| 設施                                                             |
| 33米都會式戶外泳池、按摩池、日光曬台、花園平台                   |
| 水簾瀑布、動感Wii地帶、健身中心、兒童互動天地                    |
| 玩具集中營、兒童圖書館、足球機、網上百科資料庫                   |
| 休閒閱讀間、電動按摩舒展區、心語聊天廊、商務中心、免費無線上網區 |

## 穿梭巴士服務
雍澄軒設有穿梭巴士往來港鐵葵芳站。

## 鄰近建築
- 香港道教聯合會圓玄學院第一中學
- 太平洋聯合物流有限公司(葵涌A倉)
- 裕華貨倉大廈
- 雍雅軒2座
- 和宜合道多層停車場
- 寶星中心D座
- 寶星廣場
- 石籬邨
- 義利第五貨倉
- 建興工業大廈
- 有利工業貨倉大廈
- 大隴街遊樂場

## 外部連結
- 雍澄軒官方網站 （页面存档备份，存于）